# Synema marcidum
Synema marcidum là một loài nhện trong họ Thomisidae.
Loài này thuộc chi Synema. Synema marcidum được Eugène Simon miêu tả năm 1907.